# Massimo Bottura
Massimo Bottura (Modena, 30 settembre 1962) è un cuoco, gastronomo e imprenditore italiano.
Massimo Bottura è Chef Patron dell'Osteria Francescana, ristorante con tre stelle Michelin e stella verde Michelin nel centro storico di Modena, due volte premiato come miglior ristorante al mondo da The World's 50 Best Restaurants. Nel 2014 lo chef ha vinto il White Guide Global Gastronomy Award, considerato il "Nobel della gastronomia". 

## Biografia

### Prima carriera e vita

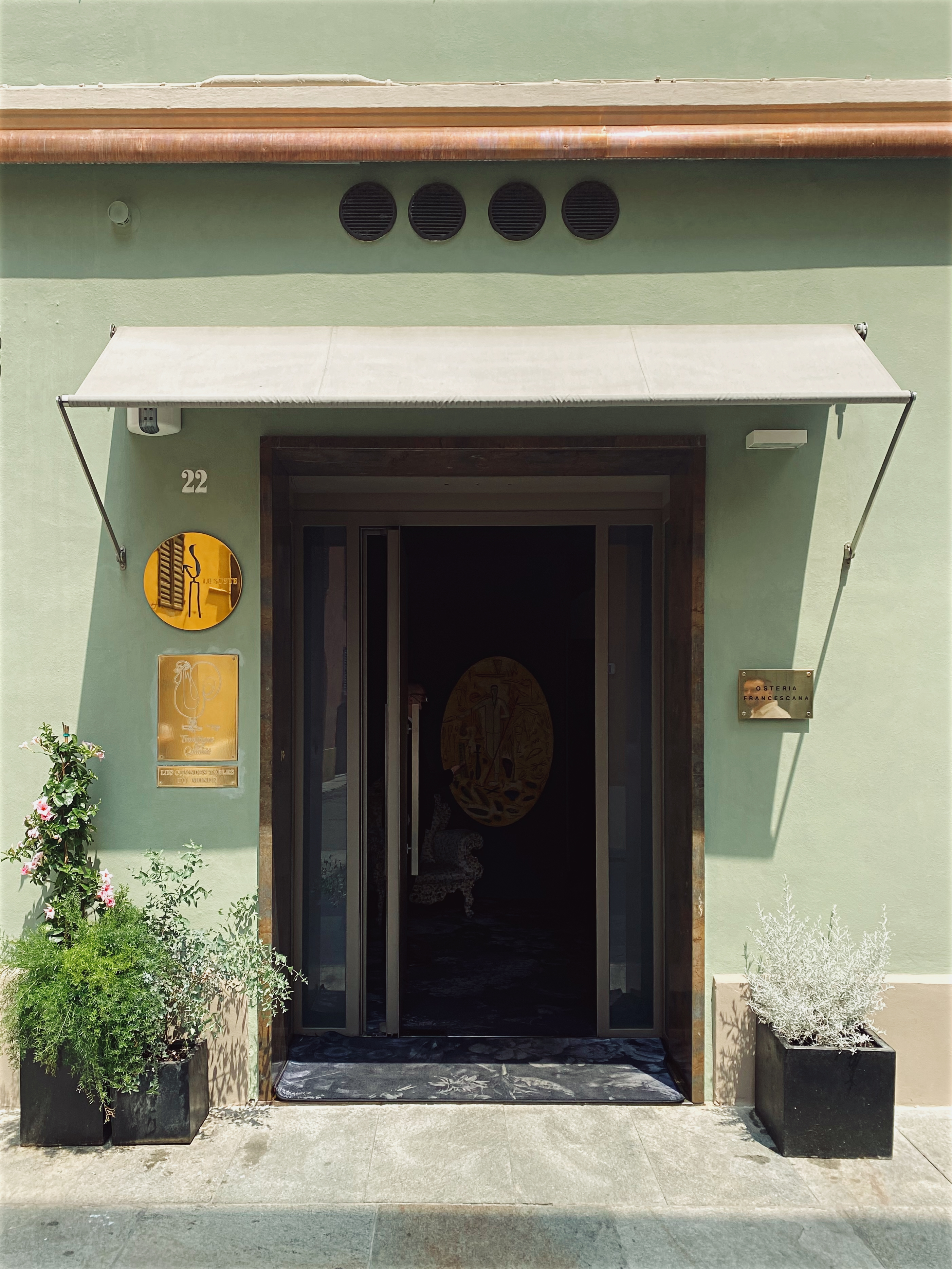
L'Osteria Francescana di Massimo Bottura

Nato e cresciuto a Modena, sviluppa l'interesse per la cucina fin dalla giovane età, osservando la madre, insieme alla nonna e alla zia, in cucina mentre preparano i pasti in famiglia.
Subito dopo la scuola secondaria, si iscrive al corso di giurisprudenza all'Università degli Studi di Modena e Reggio Emilia, ma nel 1986 interrompe gli studi e sceglie invece di entrare nell'azienda di famiglia, dove inizialmente lavora come grossista di prodotti petroliferi.

### La vita da cuoco
Lo stesso anno rileva la Trattoria del Campazzo, vicino a Nonantola, dove approfondisce la conoscenza della cucina emiliana con il supporto della rezdora Lidia Cristoni. Successivamente approfondisce la cucina francese classica grazie alle lezioni impartitegli da Georges Cogny, consolidando le sue basi culinarie su una combinazione di cucina regionale italiana e una formazione francese classica.
Nel 1993 si trasferisce a New York e lavora in un caffè italiano. Qui conosce Lara Gilmore, sua futura moglie. Dopo nove mesi fa ritorno a Modena e nel 1994 inizia uno stage di alcuni mesi con Alain Ducasse presso il suo ristorante "Le Louis XV" a Montecarlo. Nel 1995 rientra a Modena e rileva una trattoria tradizionale nel cuore della città, l'Osteria Francescana, ufficialmente aperta dal 19 marzo dello stesso anno.
Nel 2000 lo chef catalano Ferran Adrià invita Bottura nella cucina del suo ristorante "El Bulli" in Spagna, dove lo chef modenese apprende le basi della cucina molecolare.
Nel 2002 Bottura riceve la sua prima stella Michelin, seguita dalla seconda nel 2006 e dalla terza nel 2012.

### Oltre le stelle Michelin
Nel 2011, sempre a Modena, rileva il ristorante "Franceschetta58". Mentre l’Osteria Francescana offre ai clienti una rivisitazione iconoclastica della cucina italiana, Franceschetta58, il secondo ristorante di Bottura, è un casual restaurant che serve ingredienti locali in un’atmosfera conviviale.
Nel 2013 partecipa all'Anno della Cultura Italiana negli Stati Uniti ed è il protagonista di un episodio della quinta stagione del programma Il testimone condotto da Pif.
È uno dei dieci direttori del centro di formazione Basque Culinary Center.
Nel 2015 è stato il protagonista della prima puntata del documentario di Netflix Chef's Table.
Nell'ottobre del 2016 è stato nominato tra i The Greats del New York Times. 
Nel 2018 apre Gucci Osteria da Massimo Bottura a Firenze, culla del Rinascimento, con la volontà di onorare l’unione tra tradizioni locali e incontri multiculturali. Il ristorante viene infatti premiato con la prima Stella Michelin nel 2019. All’inizio del 2020, Gucci Osteria da Massimo Bottura apre le sue porte al pubblico anche a Beverly Hills, a Los Angeles, e più di recente a Tokyo, ad agosto 2021 e a Seoul, a febbraio 2022, sempre con grande successo.
Nel febbraio 2019, Bottura ha lavorato in collaborazione con W Hotels per aprire Torno Subito a W Dubai - The Palm su Palm Jumeirah. Mentre nel 2024 apre Torno Subito a Singapore, in collaborazione con COMO Group e qualche mese dopo Torno Subito Miami. 
Nel 2019 viene nominato tra i Time 100 Most Influential People. Nel maggio dello stesso anno ha aperto un nuovo concetto di ospitalità insieme a sua moglie, Casa Maria Luigia, una guest house in una proprietà del XVIII secolo nella campagna emiliana. Nel 2024 ottiene le tre chiavi Michelin.  
Nel giugno 2020, insieme ad altri chef, architetti, premi Nobel per l'economia e leader di organizzazioni internazionali, ha firmato l'appello per un'economia viola («Per un rinascimento culturale dell'economia») pubblicato sul Corriere della Sera, El País e Le Monde.
A settembre dello stesso anno, Massimo Bottura viene nominato Goodwill Ambassador per il Programma delle Nazioni Unite per l’ambiente (UNEP), in occasione dell’inaugurazione della Giornata Internazionale della Consapevolezza della Perdita e dello Spreco Alimentare.
A giugno 2021 Massimo Bottura riapre il ristorante Cavallino in collaborazione con Ferrari e con l’architetto e designer India Mahdavi, con il desiderio di dare nuova luce a questo luogo iconico che rappresenta la storia della Ferrari e delle tradizioni culinarie emiliane.
Oltre alla ristorazione, Massimo Bottura si dedica dal 1995 alla produzione di aceto balsamico IGP e di olio extra vergine di oliva con la sua linea di condimenti Villa Manodori, frutto della ricerca degli ingredienti della miglior qualità. 
Nel 2022 ha ricevuto alla Camera dei Deputati il Premio America della Fondazione Italia USA.
Dal 21 Settembre 2024 è ambasciatore degli Sdg delle Nazioni Unite.  Lo stesso anno, Chef Massimo Bottura firma e realizza il menu del G7 presso Borgo Egnazia alla presenza dei Capi di Stato e di Governo e il menu del G7 Agricoltura presso il parco Archeologico Neapolis. 
Il 2 aprile 2025, Massimo Bottura riceve il premio “Maestro dell’Arte della Cucina Italiana” conferito dalla Presidenza del Consiglio dei Ministri. 

## Osteria Francescana
Il 19 marzo 1995 Bottura apre l'Osteria Francescana nel centro storico di Modena. Qui lo chef presenta una cucina che concilia innovazione e tradizione mentre i suoi piatti esplorano le profonde radici della cucina italiana facendo riferimento a storia, arte e filosofia.
Oggi, l'Osteria Francescana, è un ristorante premiato con tre stelle Michelin detenute dal 2012, e al primo posto della lista de The World's 50 Best Restaurants nel 2016 e 2018.
Dal 2019 fa parte della lista Best of the Best, la categoria che include tutti i ristoranti arrivati primi nella classifica The World's 50 Best Restaurants e che non possono più essere votati nelle nuove edizioni della lista.
Il ristorante ha ricevuto anche il massimo dei voti da L'Espresso, Gambero Rosso e le guide del Touring Club.
Nel 2012, poco dopo che l'Osteria Francescana ha ricevuto la sua terza stella Michelin, il ristorante ha chiuso per un periodo di ristrutturazione per poi riaprire con un volto nuovo e con una visione aggiornata delle due più grandi passioni di Bottura - l'arte contemporanea e la cucina d'avanguardia. 
Nel 2020, Osteria Francescana viene premiata con la nuova Stella Verde Michelin per il suo costante impegno contro lo spreco alimentare e a favore di un sistema alimentare più equo e sostenibile.

## Altre iniziative

### Food for Soul
Nel 2015, in concomitanza con l'esposizione universale di Milano (Expo 2015) realizza un progetto in collaborazione con la Caritas Ambrosiana: il Refettorio Ambrosiano; tale progetto, volto all'accoglienza e ristoro di persone in difficoltà, con l'aiuto di oltre cinquanta chef consentì il recupero di circa quindici tonnellate d'eccedenze alimentari. Il progetto del Refettorio Ambrosiano è ad oggi attivo e il modello è stato replicato in diverse parti del mondo.  
In Brasile il progetto è stato inaugurato in occasione dei Giochi della XXXI Olimpiade del 2016 con la collaborazione dello chef David Hertz: il Refettorio Gastromotiva.
Nel 2015 Bottura e la moglie fondano Food for Soul, associazione no-profit che, attraverso il lavoro quotidiano dei Refettori nel mondo, opera per contrastare lo spreco alimentare e l'isolamento sociale, attraverso la qualità delle idee e il valore dell'ospitalità. 
Al fine di sensibilizzare il pubblico su queste tematiche, Massimo Bottura pubblica nel 2017 il libro “Bread is Gold”, edito da Phaidon Press – “Il Pane è Oro”, edito in italiano da Ippocampo e Phaidon. Il libro raccoglie ricette, idee ed esperienze degli chef che hanno cucinato per primi al Refettorio Ambrosiano, per invitare i lettori a vedere con occhi diversi gli ingredienti nelle dispense e nei frigoriferi casalinghi.
Da allora, Food for Soul ha sviluppato diversi progetti in tutto il mondo in collaborazione con partner locali. Costruendo spazi comunitari dove le persone sono invitate a connettersi intorno a un pasto, Food for Soul vuole dimostrare il valore e il potenziale delle persone, dei luoghi e del cibo e incoraggiare la comunità servita a sostenere il cambiamento sociale.
Nel 2020, durante la pandemia di COVID-19, i refettori hanno continuato a lavorare e a sostenere i più bisognosi, non solo, è anche stata lanciata una raccolta fondi grazie alla quale è stato possibile recuperare oltre 35 tonnellate di eccedenze alimentari in un solo mese e di consegnare più di 100.000 pasti a persone in situazioni di vulnerabilità e operatori sanitari in prima linea.
Dopo l'apertura del Refettorio Gastromotiva a Rio de Janeiro, sono nati altri progetti: il Refettorio Felix a Londra, il Refettorio Paris a Parigi, il Refettorio Antoniano a Bologna, il Refettorio Ambrosiano a Milano, il Refettorio Made in Cloister a Napoli. Nonostante la situazione dovuta alla pandemia del 2020 e 2021, Food for Soul continua a lavorare a nuovi progetti per supportare le comunità locali e combattere lo spreco alimentare.  
I Refettori Mérida e Lima vengono aperti proprio nel 2020, insieme ai Refettori di Harlem a New York e il Refettorio San Francisco in California, mentre nel 2021 è la volta del Refettorio OzHarvest a Sidney e del Refettorio Geneva in Svizzera, nel 2024 riapre il Refettorio Modena, mentre altri progetti sono in cantiere.

### Kitchen Quarantine
A marzo 2020, dopo la chiusura temporanea dell'Osteria Francescana dovuta al primo lockdown, Massimo e sua figlia Alexa danno vita a Kitchen Quarantine, il programma di dirette Instagram realizzato ogni sera dalla famiglia Bottura durante la quarantena. Il progetto nasce per interagire con le famiglie di tutto il mondo, cucinare insieme e scambiare idee su come ridurre lo spreco alimentare domestico; un modo innovativo per portare un sorriso in più durante un periodo particolarmente difficile per le comunità di tutto il mondo. Il 24° Webby Awards annuale ha premiato Massimo Bottura con un Webby Special Achievement Award 2020 come chef dell'anno per il suo canale che mostrava i suoi pasti familiari ai fan di tutto il mondo.

## Opere
- Aceto balsamico, Bibliotheca Culinaria, 2005[36]
- Pro. Attraverso tradizione e innovazione (con Cicco Sultano), Bibliotheca Culinaria, 2006
- Parmigiano Reggiano, Bibliotheca Culinaria, 2006
- Vieni in Italia con me, Phaidon-L'ippocampo, ottobre 2014. Il libro documenta vent’anni di cucina e l’evoluzione dell’Osteria Francescana con immagini, storytelling e ricette che meglio rappresentano lo chef.
- Il Pane è Oro - ingredienti ordinari per piatti straordinari, Phaidon-L'ippocampo, novembre 2017. Il libro raccoglie ricette, idee ed esperienze degli chef che hanno cucinato per primi al Refettorio Ambrosiano, per invitare i lettori a vedere con occhi diversi gli ingredienti nelle dispense e nei frigoriferi casalinghi.
- Slow Food Fast Cars, Phaidon-L'ippocampo, 2023. Il primo e unico libro su Casa Maria Luigia, l’idilliaca guest house di Massimo Bottura e Lara Gilmore alle porte di Modena.

Opere tradotte in altre lingue
- (EN)  Never trust a skinny Italian chef, Phaidon, 2014
- (FR)  Ne jamais faire confiance à un chef italien trop mince, Phaidon, 2015
- (EN) Bread is Gold, Phaidon 2017

## Premi e riconoscimenti
- Osteria Francescana Stelle Michelin    (2012)
- Gucci Osteria Firenze Stelle Michelin  (2019)
- Osteria Francescana Stelle Michelin    e Stella Verde (2020)
- Gucci Osteria Los Angeles Stelle Michelin  (2021)
- Gucci Osteria Tokyo Stelle Michelin  (2022)
- Casa Maria Luigia Chiavi Stelle Michelin    (2024)
- Al Gatto Verde Stelle Michelin  e Stella Verde (2024)

2002
- Guida Michelin, Una Stella Michelin
- Guida del Gambero Rosso, Premio Miglior Chef emergente

2004
- Guida dell'ESPRESSO, Performance dell'Anno

2005
- Lo Mejor de La Gastronomia, Premio Internacional
- Guida dell'ESPRESSO, Pranzo dell'Anno
- Guida Veronelli, Tre Stelle

2006
- Guida MICHELIN, Due Stelle Michelin
- Golosaria, Ristorante Creativo dell'Anno

2007
- Identità Golose, Miglior Chef creativo
- Guida del Gambero Rosso, Tre Forchette
- Guida dell'ESPRESSO, Piatto dell'Anno: "Riso grigio... e nero"
- Guida dell'ESPRESSO, punteggio 19/20

2008
- Guida dell'ESPRESSO, Piatto dell'Anno: "Zuppa di lumache e spuma di aglio dolce"

2009
- Guida dell'ESPRESSO, punteggio 19,5/20
- Guida del Gambero Rosso, Piatto dell'Anno: "Omaggio a Thelonious Monk"
- The World's 50 Best Restaurants, 13th Best Restaurant in the World
- The World's 50 Best Restaurants, Highest New Entry
- Istituto Valorizzazione Salumi Italiani, "Personaggio di Gusto"[39]

2010
- Guida dell'ESPRESSO, punteggio 19,75/20
- The World's 50 Best Restaurants, 6th Best Restaurant in the World
- The World's 50 Best Restaurants, Best Italian Restaurant

2011
- Guida dell'ESPRESSO, Punteggio 19,75 (Miglior Ristorante d'Italia)
- Grand Prix de l'Art de la Cuisine, Chef dell'Anno
- The World's 50 Best Restaurants, 4th Best Restaurant in the World
- The World's 50 Best Restaurants, Chef's Choice Award
- Lo Mejor de la Gastronomia, El Restaurante del Dia 9,25

2012
- Guida del Gambero Rosso, Tre Forchette con punteggio 95/100 (Miglior Ristorante d'Italia)
- Guida dell'ESPRESSO, Punteggio 19,75/20 (Miglior Ristorante d'Italia)
- Guida MICHELIN, Tre Stelle Michelin
- Guida Touring, punteggio 93 (Miglior Ristorante d'Italia)
- The World's 50 Best Restaurants, 5th Best Restaurant in the World

2013
- Guida del Gambero Rosso, Tre Forchette con punteggio 95/100 (Miglior Ristorante d'Italia)
- Guida dell'ESPRESSO, Punteggio 19,75/20 (Miglior Ristorante d'Italia)
- The World's 50 Best Restaurants, 3rd Best Restaurant in the World

2014
- The World's 50 Best Restaurants, 3rd Best Restaurant in the World

2015
- The World's 50 Best Restaurants, 2nd Best Restaurant in the World
- Guida dell'ESPRESSO, Punteggio 20/20 (Miglior Ristorante d'Italia)
- Guida del Gambero Rosso, Tre Forchette con punteggio 95/100 (Miglior Ristorante d'Italia)

2016
- The World's 50 Best Restaurants, 1st Best Restaurant in the World

2017
- The World's 50 Best Restaurants, 2nd Best Restaurant in the World
- Premio nazionale Toson d'oro di Vespasiano Gonzaga[40]

2018
- The World's 50 Best Restaurants, 1st Best Restaurant in the World
- Massimo Bottura riceve la Medaglia d'Oro di Benemerenza Civica dal Comune di Milano.

2020
- Osteria Francescana riceve la Stella Verde Michelin.
- Massimo Bottura riceve il riconoscimento Premiolino-BMW SpecialMente
- Food for Soul riceve il riconoscimento Compasso d'Oro
- Massimo Bottura viene nominato GoodWill Ambassador per il Programma delle Nazioni Unite per l'ambiente (UNEP), in occasione dell'inaugurazione della Giornata Internazionale della Consapevolezza della Perdita e dello Spreco Alimentare.
- Il programma Kitchen Quarantine realizzato da Massimo Bottura con il supporto della Famiglia durante la pandemia viene premiato con un Webby Award

2021
- Guida dell'ESPRESSO, Pranzo dell'anno, 19/20
- Gambero Rosso, Tre Forchette

2022
- Guida dell'ESPRESSO, 19/20, premio "Servizio dell'anno"
- Gambero Rosso, Tre Forchette

2023
- Massimo Bottura e la moglie Lara Gilmore ricevono il Premio Diplomazia Culturale conferitogli dal Consolato Generale degli Stati Uniti d'America.
- Massimo riceve il premio No Waste conferitogli da Identità Golose.
- Premio Cultura 2023, istituito da Confartigianato Emilia Romagna.
- McKim Medal 2023 conferitogli da parte dell'American Academy in Rome
- Massimo Bottura riceve il Farnèse d'Or pour la Culture, alto riconoscimento per l'impegno culturale promosso dalla Camera di Commercio France Italie CCI.
- Guida dell'ESPRESSO, Pranzo dell'Anno, 19/20 cappello di platino

2024
- Casa Maria Luigia viene insignita delle tre chiavi Michelin dalla Guida Michelin Hotel
- Chef Massimo Bottura firma e realizza il menu del G7 presso Borgo Egnazia alla presenza dei Capi di Stato e di Governo.
- A settembre Massimo Bottura firma e realizza il menu del G7 Agricoltura presso il parco Archeologico Neapolis
- L'ONU nomina Massimo Bottura Sdg Advocate
- Guida dell'ESPRESSO, Da Gragnano a Bangkok, Piatto dell'anno, 19,5/20

2025
- Massimo Bottura riceve il premio “Maestro dell’Arte della Cucina Italiana” conferito dalla Presidenza del Consiglio dei Ministri. [[File:|20px|class=noviewer |]]